# Uhuru (Satellit)
Uhuru (Swahili für Freiheit), auch als Explorer 42, SAS A (Small Astronomical Satellite A) und SAS-1 bezeichnet, war der erste Satellit, der den Himmel vollständig nach Röntgenquellen durchmusterte. Er wurde am 12. Dezember 1970 mit einer Scout-Rakete von der vor der Küste Kenias befindlichen Plattform San Marco gestartet und gelangte in eine Umlaufbahn um die Erde zwischen 531 und 572 km Höhe. Dadurch war dies die erste Satellitenmission der NASA, die nicht vom Gebiet der USA gestartet wurde. Ein Start von Cape Canaveral z. B. hätte eine stärkere Trägerrakete erforderlich gemacht, da eine Inklination von 3,0 ° vorgesehen war.
Vor dem Start waren circa 40 Quellen astronomischer Röntgenstrahlung bekannt. Der Satellit erfasste erstmals den gesamten Himmel; er katalogisierte etwa 300 Objekte. Durch Uhuru wurde das diffuse Röntgenleuchten von Galaxien und erstmals Röntgendoppelsterne entdeckt, darunter Hercules X-1, von denen ein Teil Weiße Zwerge, Neutronensterne oder Schwarze Löcher sind, da diese im Röntgenbereich strahlen, während sie die Materie von ihrem Partner aufnehmen.
Die Mission endete im März 1973; sechs Jahre später trat Uhuru in die Erdatmosphäre ein und verglühte.

## Sensorik
Uhurus Röntgenstrahlenempfänger bestand aus einer Bleiplatte, die von vielen parallelen Bohrungen durchzogen war, hinter der sich ein Sensor für Röntgenstrahlen befand. Nach dem Prinzip eines Kollimators konnten nur Röntgenstrahlen, die in Richtung der Bohrungen auftrafen, den Sensor erreichen. Auf diese Weise konnte die Richtung der Röntgenstrahlen bestimmt werden. Die Auflösung dieser Anordnung war jedoch schlechter als die des menschlichen Auges.
Heute werden Röntgenteleskope (siehe auch Wolter-Teleskop) auf eine Erdumlaufbahn gebracht, um den Himmel im Röntgenbereich zu erforschen.